# WOI-Sendemast
Der WOI-Sendemast (WOI Tower, auch NYT Broadcast Holdings Tower) ist ein 609,6 Meter hoher abgespannter Stahlfachwerkmast in der Nähe von Alleman, Iowa, USA. Er wurde 1972 fertiggestellt und dient zur Verbreitung von Fernsehprogrammen und Hörfunkprogrammen im UKW-Bereich. Der WOI-Sendemast ist Eigentum von NYT Broadcast Holdings LLC.
Derzeit werden von ihm die Fernsehprogramme WOI-TV (Channel 5), WHO-TV (Channel 13) und KDIN (Channel 11) sowie das Radioprogramm WOI-FM (UKW 90,1 MHz) ausgestrahlt.